# Roadrunner United
A Roadrunner United a Roadrunner Records lemezkiadó 25 éves fennállásának alkalmából létrehozott projekt, ahol a kiadóhoz tartozó együttesek legnevesebb zenészei álltak össze különböző formációkba és alkottak új dalokat. A projekt The All-Star Sessions névre keresztelt albumán a Roadrunner Records soraiból 57 zenész szerepel, minden dalban más-más felállásban.
A projekt négy fő dalszerzője, producere:
- Joey Jordison (Slipknot, Murderdolls)
- Matt K. Heafy (Trivium)
- Dino Cazares (Asesino, Fear Factory, Divine Heresy, ex-Brujeria)
- Robert Flynn (Machine Head, ex-Vio-lence)

A Roadrunner United 2005. december 15-én koncertet adott New Yorkban, ezután pedig gyakorlatilag be is fejezte a pályafutását.

## The All-Star Sessions (album)
1. The Dagger – 5:31
  - Howard Jones (Killswitch Engage, Blood Has Been Shed) (ének)
  - Robb Flynn (Machine Head, ex-Vio-lence) ( ritmusgitár, ének)
  - Jordan Whelan (Still Remains) ( ritmusgitár)
  - Jeff Waters (Annihilator) (szólógitár)
  - Christian Olde Wolbers (Fear Factory) (basszusgitár)
  - Andols Herrick (ex-Chimaira) (dob)
2. The Enemy – 4:44
  - Mark Hunter (Chimaira) (ének)
  - Dino Cazares (Asesino, Fear Factory, Divine Heresy, ex-Brujeria) (ritmusgitár);
  - Andreas Kisser (Sepultura), (szóló, akusztikus gitár);
  - Paul Gray (Slipknot), (basszusgitár)
  - Roy Mayorga (Stone Sour, ex-Soulfly, ex-Medication, ex-Thorn) (dob)
3. Annihilation by the Hands of God – 5:33
  - Glen Benton (Deicide) ének;
  - Matt DeVries (Chimaira) ( ritmusgitár);
  - Rob Barrett (Cannibal Corpse, ex-Malevolent Creation) (ritmusgitár);
  - James Murphy (ex-Testament, ex-Death, ex-Obituary, ex-Cancer, ex-Disincarnate) (szóló)
  - Steve DiGiorgio (Testament, Sadus, ex-Death) (basszusgitár)
  - Joey Jordison (Slipknot, Murderdolls) (dob)
4. In the Fire – 4:07
  - King Diamond (King Diamond, Mercyful Fate) (ének)
  - Matt K. Heafy (Trivium) (szóló, ritmus, akusztikus gitár)
  - Corey Beaulieu (Trivium) (szóló, ritmusgitár)
  - Mike D'Antonio (Killswitch Engage) (basszusgitár)
  - Dave Chavarri (Ill Nino) (dob)
5. The End – 3:35
  - Matt K. Heafy (Trivium) (ének, szóló)
  - Dino Cazares (Asesino, ex-Brujeria, ex-Fear Factory) ( ritmusgitár)
  - Nadja Peulen (ex-Coal Chamber) (basszusgitár)
  - Roy Mayorga (Stone Sour, ex-Soulfly, ex-Medication, ex-Thorn) (dob)
  - Logan Mader (ex-Machine Head, ex-Soulfly, ex-Medication) (gitár)
  - Rhys Fulber (Front Line Assembly) (billentyűk)
6. Tired 'N Lonely – 3:37
  - Keith Caputo (Life of Agony) (ének, billentyűk)
  - Matt Baumbach (ex-Vision Of Disorder) ( ritmusgitár)
  - Tommy Niemeyer ( ritmusgitár)
  - Acey Slade (Murderdolls, Trashlight Vision, ex-Dope) ( ritmusgitár)
  - James Root (Slipknot, Stone Sour) (szóló, gitár)
  - Joey Jordison (Slipknot, Murderdolls) (dob, basszus)
7. Independent (Voice of the Voiceless) – 4:51
  - Max Cavalera (Soulfly, ex-Sepultura, ex-Nailbomb) (ének)
  - Robb Flynn (Machine Head, ex-Vio-lence) (gitár, billentyűk)
  - Jordan Whelan (Still Remains) ( ritmusgitár)
  - Jeff Waters (Annihilator) (szóló)
  - Christan Olde Wolbers (basszusgitár)
  - Andols Herrick (ex-Chimaira) (dob)
8. Dawn of a Golden Age – 4:09
  - Dani Filth (Cradle Of Filth) (ének)
  - Matt K. Heafy (Trivium) (szóló, ritmusgitár)
  - Justin Hagberg (3 Inches Of Blood) ( ritmusgitár)
  - Sean Malone (Gordian Knot, ex-Cynic) (basszusgitár)
  - Mike Smith (Suffocation) (dob)
9. The Rich Man – 6:49
  - Corey Taylor (Slipknot, Stone Sour) (ének)
  - Robb Flynn (Machine Head, ex-Vio-lence) ( ritmusgitár, billentyűk)
  - Jordan Whelan (Still Remains) ( ritmusgitár)
  - Christian Olde Wolbers (Fear Factory) (basszusgitár)
  - Andols Herrick (ex-Chimaira) (dob)
10. No Way Out – 3:27
  - Daryl Palumbo (Glassjaw, Head Automatica) (ének)
  - Matt Baumbach (ex-Vision of Disorder) (gitár, basszusgitár)
  - Joey Jordison (Slipknot, Murderdolls) (dob, basszusgitár)
  - Junkie XL (hangosítás)
11. Baptized in the Redemption – 3:19
  - Dez Fafara (DevilDriver, ex-Coal Chamber) (ének)
  - Dino Cazares (Asesino, ex-Brujeria, ex-Fear Factory) (ritmusgitár)
  - Andreas Kisser (Sepultura) (szóló)
  - Paul Gray (Slipknot) (basszusgitár)
  - Roy Mayorga (Stone Sour, ex-Soulfly, ex-Medication, ex-Thorn) (dob)
12. Roads – 2:24
  - Mikael Åkerfeldt (Opeth) (ének)
  - Josh Silver (Type O Negative) (billentyűk, háttérének)
13. Blood & Flames – 5:38
  - Jesse David Leach (Seemless, ex-Killswitch Engage) (ének)
  - Matt K. Heafy (Trivium) (szóló, ritmus és akusztikus gitár, ének)
  - Josh Rand (Stone Sour) ( ritmusgitár)
  - Mike D'Antonio (Killswitch Engage) (basszusgitár)
  - Johnny Kelly (Type O Negative) (dob)
14. Constitution Down – 5:04
  - Kyle Thomas (ex-Exhorder, ex-Floodgate) (ének)
  - Matt DeVries (Chimaira) ( ritmusgitár)
  - Rob Barrett (Cannibal Corpse, ex-Malevolent Creation) ( ritmusgitár, szóló)
  - James Murphy (ex-Testament, ex-Death, ex-Obituary, ex-Cancer, ex-Disincarnate) (szóló)
  - Andy LaRocque (King Diamond) (szóló)
  - Steve DiGiorgio (Testament, Sadus, ex-Death) (basszusgitár)
  - Joey Jordison (Slipknot, Murderdolls), (dob)
15. I Don't Wanna Be (A Superhero) – 2:02
  - Michale Graves (ex-Misfits) (ének)
  - Matt K. Heafy (Trivium) (szóló és ritmusgitár)
  - Justin Hagberg (3 Inches Of Blood) ( ritmusgitár)
  - Mike D'Antonio (Killswitch Engage) (basszusgitár)
  - Dave Chavarri (Ill Niño) (dob)
16. Army of the Sun – 3:48
  - Tim Williams (Bloodsimple, ex-Vision Of Disorder) (ének)
  - Robb Flynn (Machine Head, ex-Vio-lence) ( ritmusgitár)
  - Jordan Whelan (Still Remains) ( ritmusgitár)
  - Christian Olde Wolbers (Fear Factory) (basszusgitár)
  - Andols Herrick (ex-Chimaira) (dob)
17. No Mas Control – 3:01
  - Cristian Machado (Ill NinoNiño) (ének)
  - Dino Cazares (Asesino, ex-Brujeria, ex-Fear Factory) ( ritmusgitár);
  - Souren "Mike" Sarkisyan (Spineshank) (gitár)
  - Andreas Kisser (Sepultura) (gitár)
  - Marcelo Dias (ex-Soulfly) (basszusgitár)
  - Dave McClain (Machine Head, ex-Sacred Reich) (dob)
18. Enemy of the State – 5:08
  - Peter Steele (Type O Negative, ex-Carnivore) (ének, billentyűk)
  - Steve Holt (36 Crazyfists) (ritmus, akusztikus gitár)
  - Dave Pybus (Cradle Of Filth, ex-Anathema, ex-Dreambreed) (basszusgitár)
  - Joey Jordison (Slipknot, Murderdolls) (dob)
  - Josh Silver (Type O Negative) (billentyűk)

## Zenészek
- Mikael Åkerfeldt (Opeth)
- Rob Barrett (Cannibal Corpse, ex-Malevolent Creation)
- Matt Baumbach (ex-Vision of Disorder)
- Corey Beaulieu (Trivium)
- Matt K. Heafy (Trivium)
- Glen Benton (Deicide)
- Keith Caputo (Life of Agony)
- Max Cavalera (Soulfly, ex-Sepultura, ex-Nailbomb)
- Dino Cazares (Asesino, ex-Brujeria, ex-Fear Factory)
- Dave Chavarri (Ill Niño)
- Mike D'Antonio (Killswitch Engage)
- Steve DiGiorgio (Testament, Sadus, ex-Death)
- Matt DeVries (Chimaira)
- Marcelo Dias (ex-Soulfly)
- Dez Fafara (DevilDriver, ex-Coal Chamber)
- Dani Filth (Cradle Of Filth)
- Robb Flynn (Machine Head, ex-Vio-lence)
- Rhys Fulber (Front Line Assembly)
- Michale Graves (ex-Misfits)
- Paul Gray (Slipknot)
- Justin Hagberg (3 Inches Of Blood)
- Matthew K. Heafy (Trivium, Capharnaum)
- Andols Herrick (ex-Chimaira)
- Tom Holkenberg (Junkie XL)
- Steve Holt (36 Crazyfists)
- Mark Hunter (Chimaira)
- Howard Jones (Killswitch Engage, Blood Has Been Shed)
- Joey Jordison (Slipknot, Murderdolls)
- Johnny Kelly (Type O Negative)
- King Diamond (King Diamond, Mercyful Fate)
- Andreas Kisser (Sepultura)
- Andy La Rocque (King Diamond)
- Jesse David Leach (Seemless, ex-Killswitch Engage)
- Cristian Machado (Ill Niño)
- Logan Mader (ex-Machine Head, ex-Soulfly, ex-Medication)
- Sean Malone (Gordian Knot, ex-Cynic)
- Roy Mayorga (Stone Sour, ex-Soulfly, ex-Medication, ex-Thorn)
- Dave McClain (Machine Head, ex-Sacred Reich)
- James Murphy (ex-Testament, ex-Death, ex-Obituary, ex-Cancer, ex-Disincarnate)
- Daryl Palumbo (Glassjaw, Head Automatica)
- Nadja Peulen (ex-Coal Chamber)
- Dave Pybus (Cradle Of Filth, ex-Anathema, ex-Dreambreed)
- Josh Rand (Stone Sour)
- James Root (Slipknot, Stone Sour)
- Souren "Mike" Sarkisyan (Spineshank)
- Josh Silver (Type O Negative)
- Acey Slade (Murderdolls, Trashlight Vision, ex-Dope)
- Mike Smith (Suffocation)
- Peter Steele (Type O Negative, ex-Carnivore)
- Corey Taylor (Slipknot, Stone Sour)
- Kyle Thomas (ex-Exhorder, ex-Floodgate)
- Jeff Waters (Annihilator)
- Jordan Whelan (Still Remains)
- Christian Olde Wolbers (Fear Factory)
- Tim Williams (Bloodsimple, ex-Vision of Disorder)